# Здание Русского географического общества
Здание Русского географического общества — памятник архитектуры. Расположен в Адмиралтейском районе Санкт-Петербурга, современный адрес дома — переулок Гривцова, 10.
Изначально Русское географическое общество занимало часть здания Министерства народного просвещения, но в 1901 году директор Общества П. П. Семёнов-Тян-Шанский добился разрешения на постройку собственного здания общества. Ещё несколько лет шёл выбор участка, и 12 июня 1907 года Общество получило часть владений Второй Петербургской гимназии. Ширина участка вдвое меньше глубины, он прилегает с юга к гимназийному двору; с севера тогда шёл проезд к Пересыльной тюрьме. Проект был заказан Г. В. Барановскому.
Работа над проектом была начата до окончательного выбора участка. Первый вариант был эклектично-классицистичным: ризалит по центру с малым ордером и тремя арочными окнами и примыкающее к симметричной части здания крыло. Второй вариант здания, которое должно было выходить в неизвестном месте на Невский проспект, сильно вытянут вглубь квартала, ограждён брандмауэрами по границам участка, малый зал выполнен как амфитеатр, большой расположен в глубине участка. Третий проект, также без точного адреса, выходил окнами во все стороны, его фасад украшен трёхчетвертными колоннами малого ордера. Ещё два проекта планировки (чертежи фасадов неизвестны) — уже для итогового участка — были сделаны с разницей в два дня в конце января 1907 года, хотя один из них предполагал, что у здания будет четыре этажа, что было незаконным из-за привязки допустимой высоты здания к ширине улицы, на которую оно выходит. Проект, предоставленный в Городскую управу 2 июля и утверждённый 14 июля 1907 года, дорабатывался ещё полгода, во время строительных работ и утверждения в прочих инстанциях были внесены дополнительные изменения. Торжественная закладка, к которой был напечатан комплект чертежей здания, состоялась 21 октября 1907 года. Освящение прошло 28 декабря 1908 года, внутреннее обустройство шло ещё два года после него. Весной 1911 года Барановский получил за здание «высочайшую благодарность». На городском конкурсе лучших фасадов 1912 года дом получил почётный диплом.
Строительную комиссию возглавлял сам Семёнов-Тян-Шанский, его замещал В. О. Струве. Барановскому помогал Н. Л. Захаров. Среди поставщиков материалов были кирпичный завод наследников М. А. Кононова, Восточно-Финляндское гранитное акционерное общество, АО обработки камня «А. Д. Благодарев», мастерская К. О. Гвиди, цементный завод «Ассерин», Санкт-Петербургский металлический завод, торговый дом «В. П. Липин и наследники», столярная фабрика П. Беляева, завод «Карл Винклер», стекольное предприятие М. Л. Франка и другие.
Здание построено в стиле классицизирующего модерна (он же модернизированная неоклассика), за безордерным фасадом скрывается краснокирпичный функциональный массив. У строения три блока: в лицевом — залы заседаний (один на втором этаже, малый зал — на третьем) и помещения для работы у парадной лестницы, в основном дворовом массиве — библиотека и большой зал, в дальнем углу — небольшой по занимаемой площади семиэтажный служебный флигель. Главный трёхэтажный корпус симметричен, у него пять осей, вход расположен в левой части. Нижний этаж с узкими окнами уподоблен цоколю, облицован блоками серого гранита «скальной» фактуры, простенки рустованы, 2-3 этажи облицованы отделочным светлым кирпичом-кабанчиком, над их окнами (более крупными) сделаны треугольные (на втором) и прямые (на третьем) сандрики, над входом и подворотней по краям здания расположены балконы с ограждением из вертикальных и горизонтальных полос. Окна заполнены мелкой вертикальной или сетчатой расстекловкой.

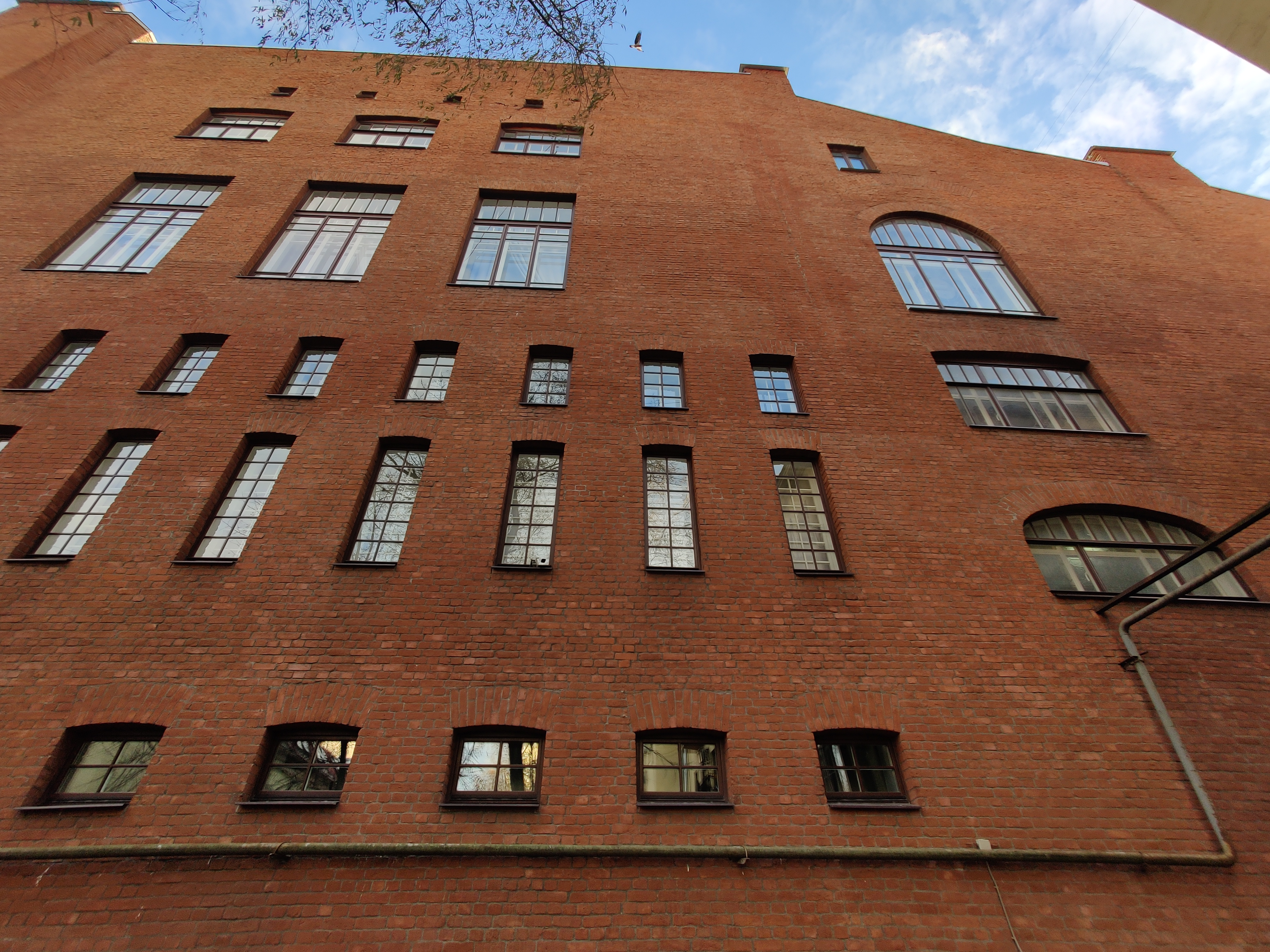
Окна, сделанные на брандмауэре

По закону вдоль границы участка должен был быть сделан глухой брандмауэр, но Барановский сделал совсем небольшой отступ от внутриквартального проезда и в итоге смог добиться согласования наличия по этой стене разноразмерных окон библиотеки, Большого зала и парадной лестницы. Высота фасада с фризом, тройными коваными гирляндами, надписью «Императорское Русское Географическое Общество» и невысоким аттиком, также в нарушение закона на полтора метра превышала ширину переулка, Общество просило допустить отступление с учётом особого общественного статуса учреждения, из эстетических соображений и вследствие высоты зала второго этажа, и в итоге 5 ноября 1907 года «державный покровитель» Общества Николай II утвердил и этот проект.
Большой зал здания рассчитан на 500 человек, освещён с двух сторон. По его периметру идёт балкон с растительным орнаментом, с юга он стоит на квадратных колоннах с капителями с листьями лавра. У читального зала библиотеки окна на двух уровнях, антресоль с металлическим балконом поддерживают несимметричные ряды столбов. Зал заседаний оформлен скромно, фризом с лепными гирляндами и карнизом с дентикулами. У углового вестибюля здания секторная форма, всё оформление связано с скруглением, поворотами. Предполагалось разместить в окне витраж с изображением земного шара, но эта идея не была осуществлена. У лестницы мраморные ступени, кованая решётка с геометрическим рисунком и стилизованными ветками лавра. Мебель здания не должна была быть роскошной, от неё требовалась простота и прочность; сохранились, в частности, стулья производства фирмы «Тонет».

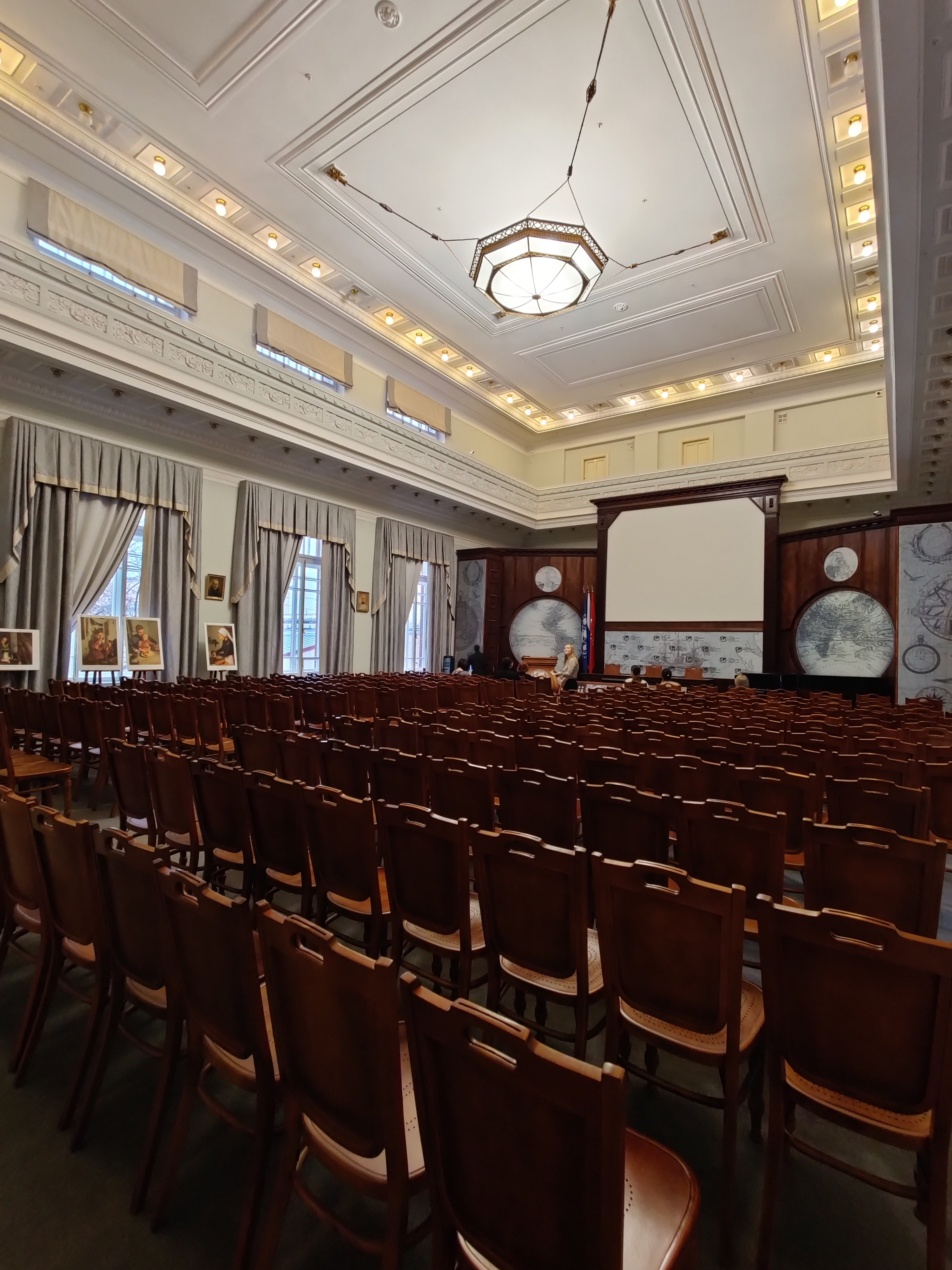
Большой зал
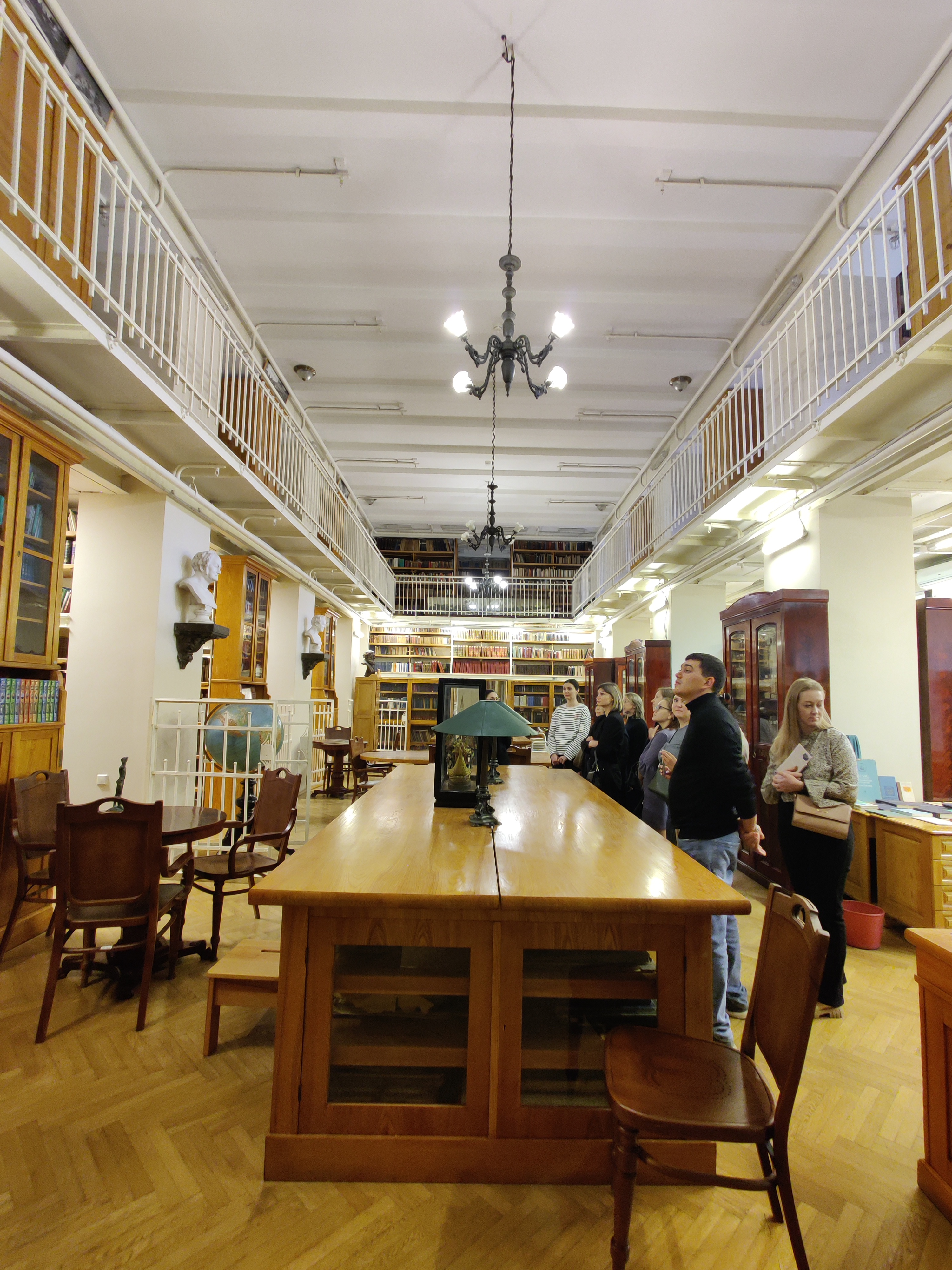
Читальный зал
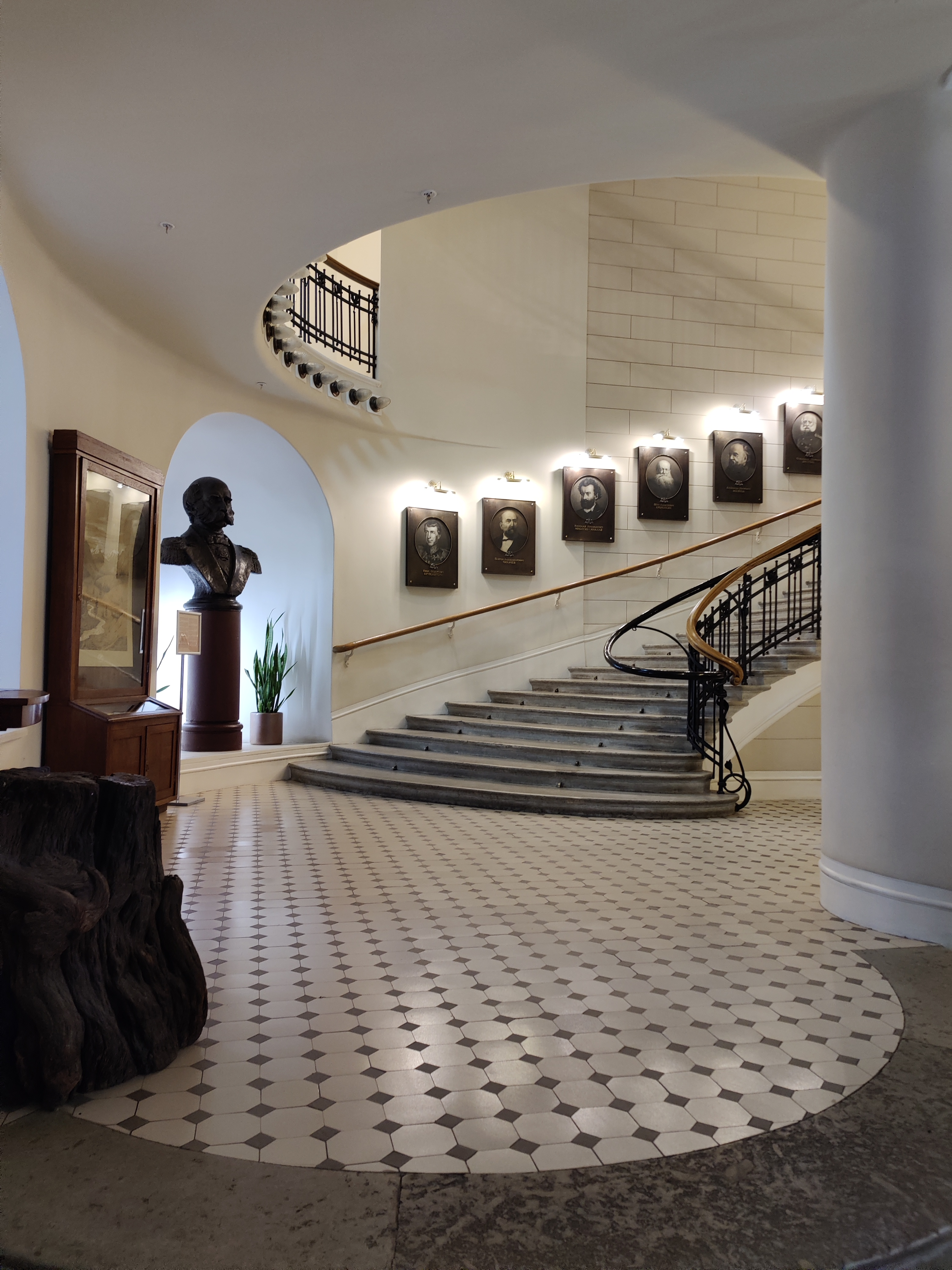
Угловой вестибюль
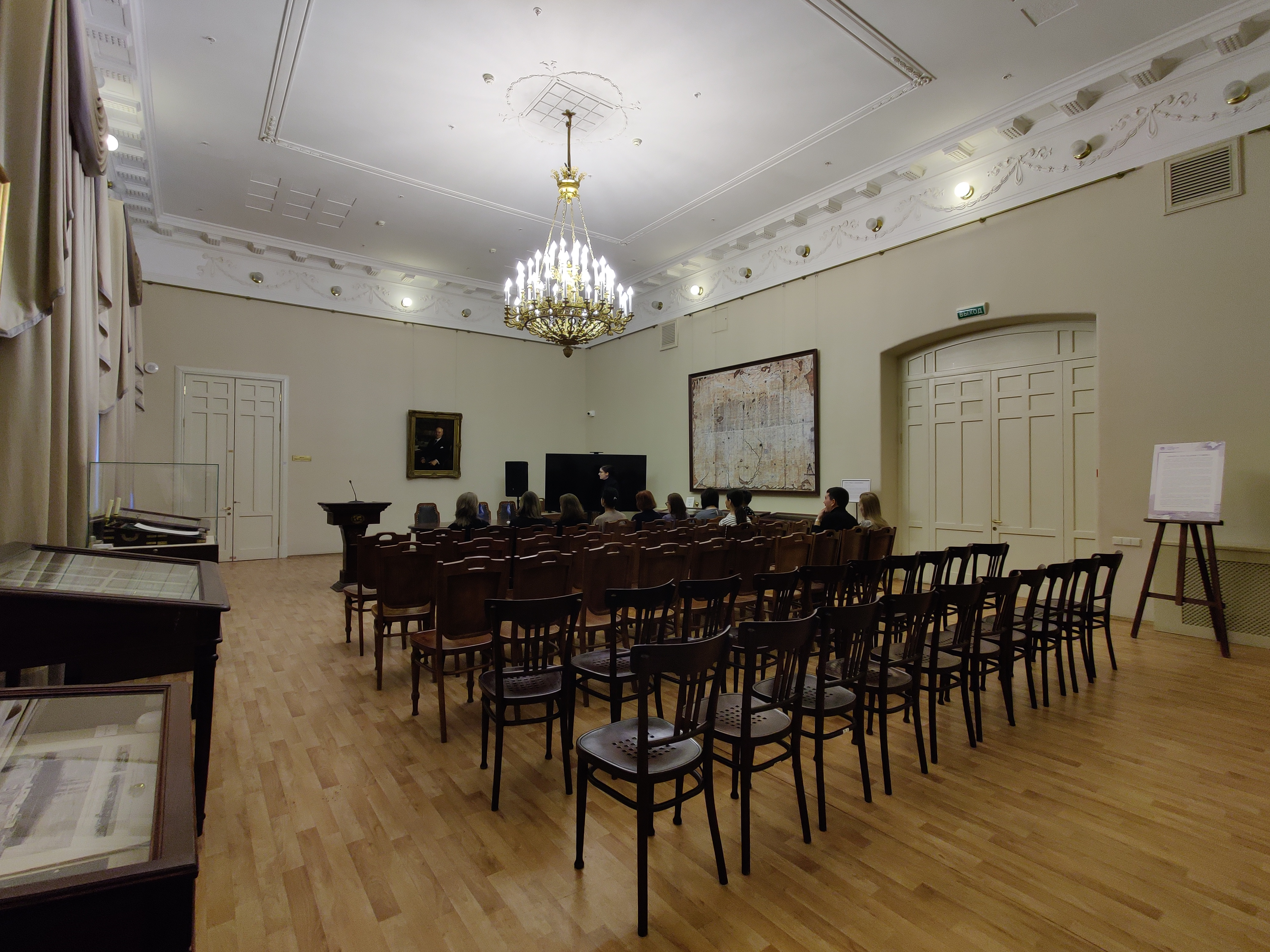
Малый зал собраний
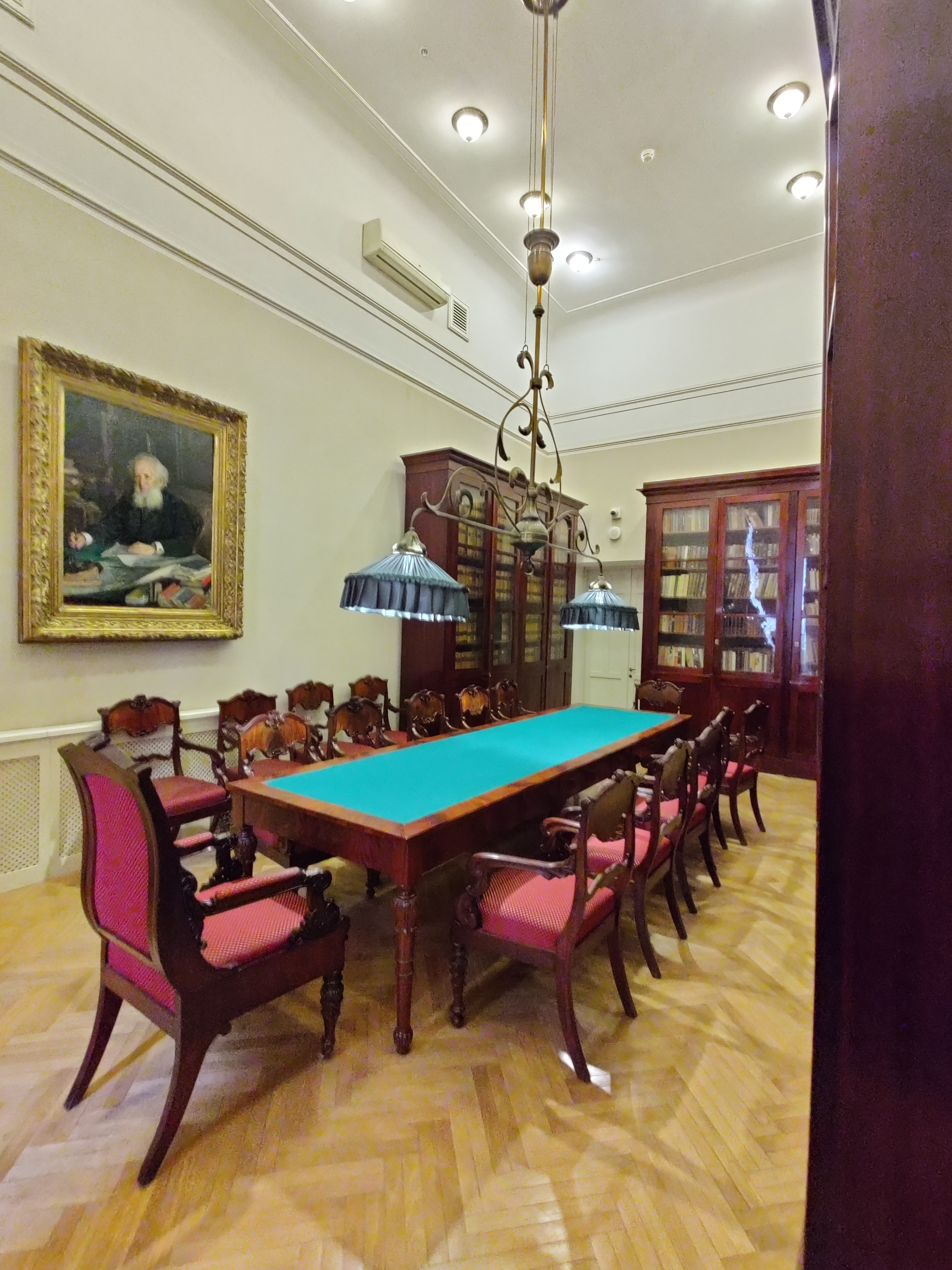
Кабинет президиума
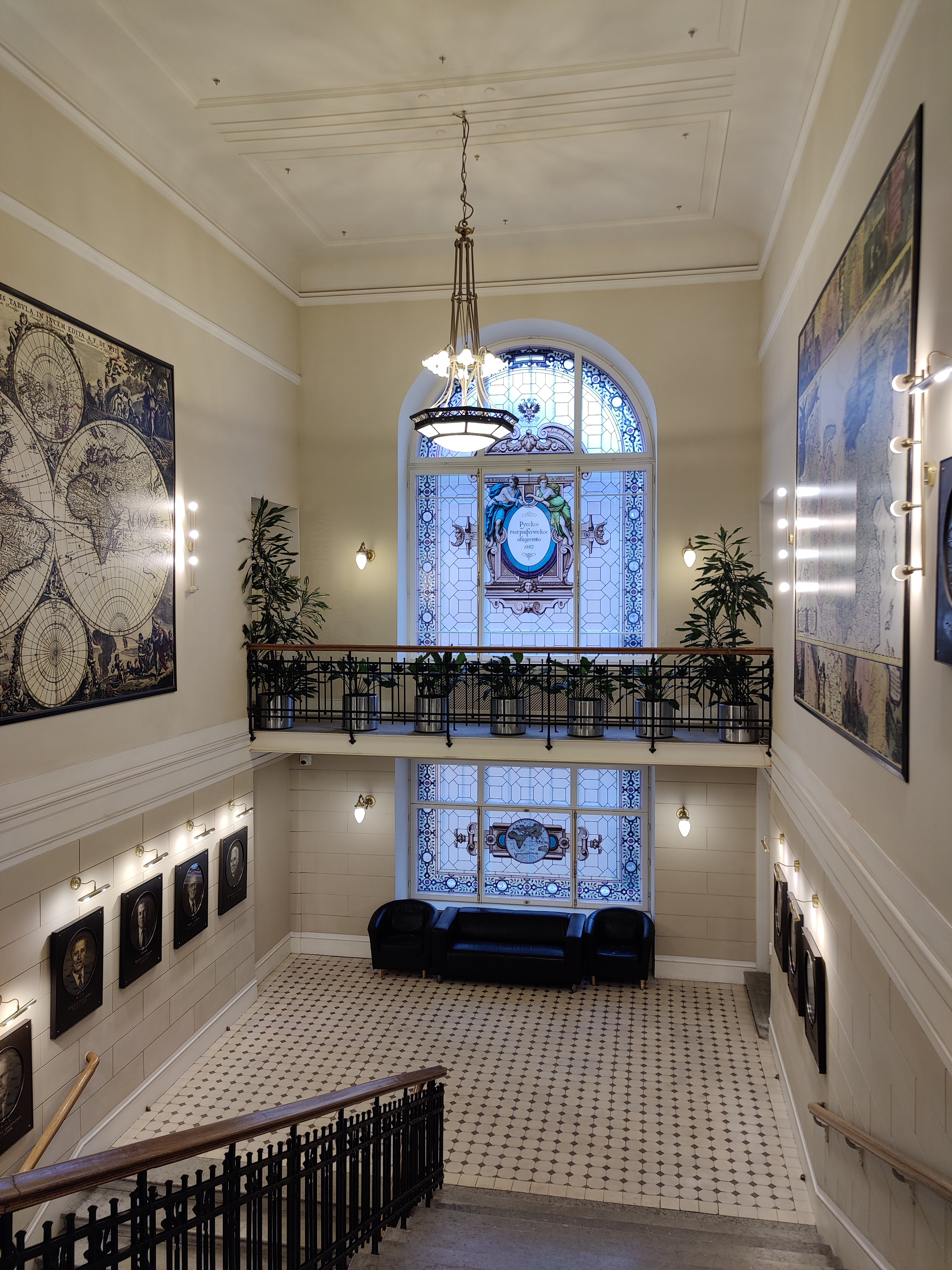
Парадная лестница
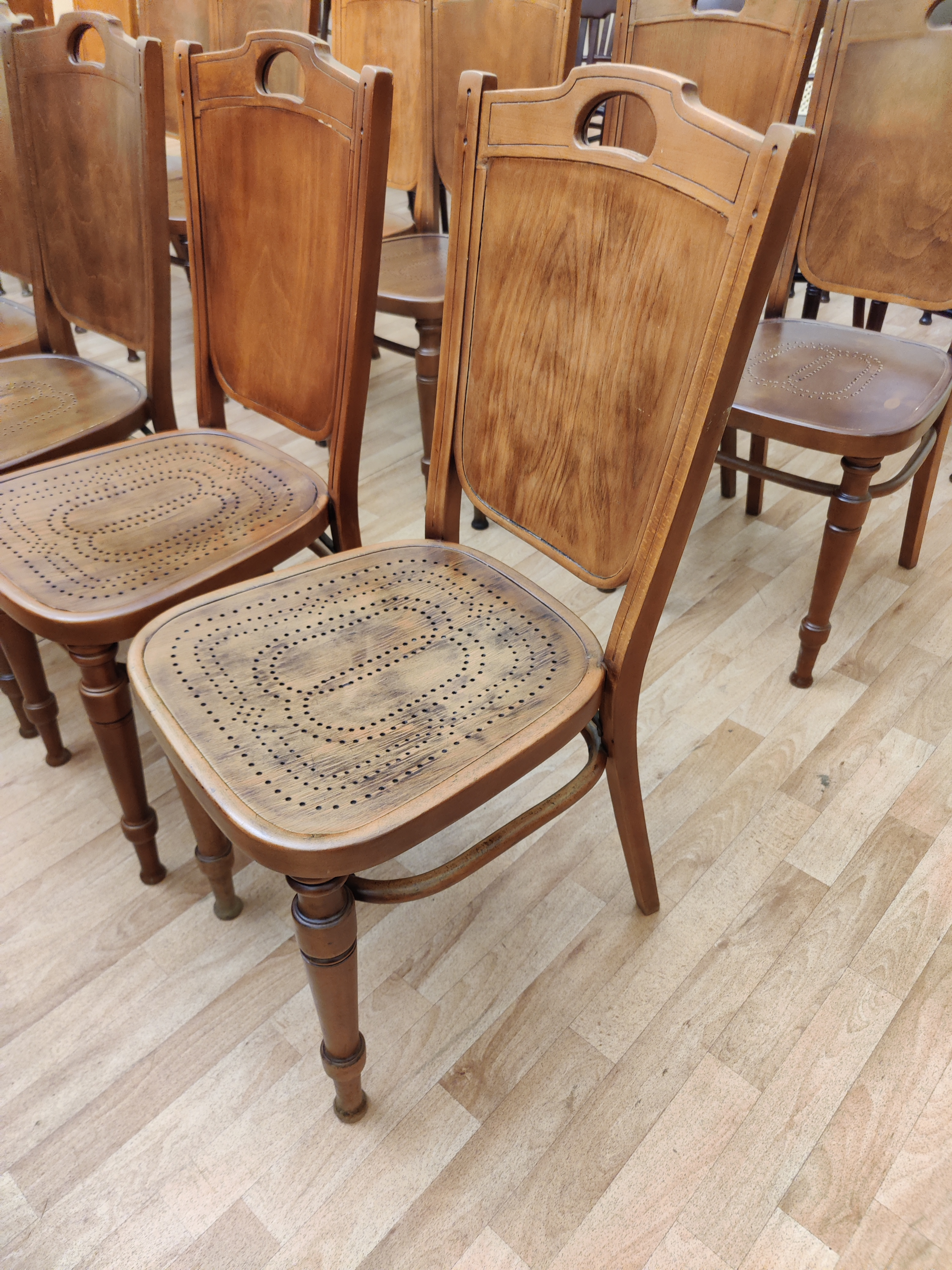
Оригинальная мебель
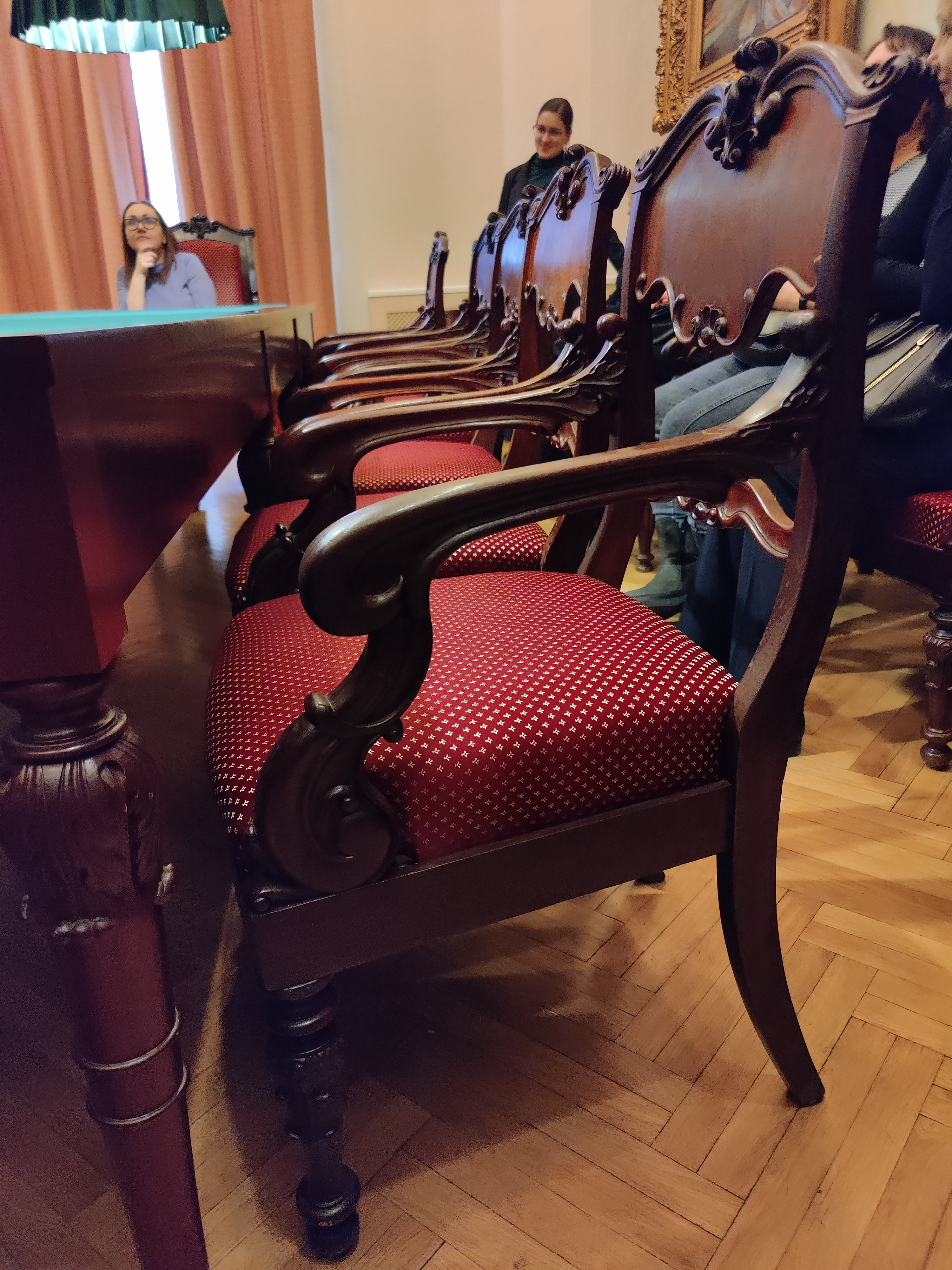
Оригинальная мебель (перетянута обивка)

В годы Великой Отечественной войны в здании размещался эвакуационный госпиталь № 2010; в помещениях библиотеки, архива, зала Совета и склада при этом продолжалась научная работа. 1 декабря 1941 года в соседнем доме случился пожар, в результате чего ударная волна выбила стёкла в читальном зале и библиотеке, которые работали круглосуточно. 5 января 1944 года в здание РГО попал артиллерийский снаряд. Он пробил крышу и перекрытия, едва не уничтожив архив. Помещение завалило кусками бетона, арматуры и кирпича. После обстрела пациенты госпиталя и сотрудники перенесли ценные архивные документы на антресоли библиотеки. Эвакогоспиталь покинул здание лишь через четыре месяца после окончания войны.
Повреждение крыши здания снарядом впоследствии привело к регулярным протечкам. К 2010 году здание РГО настолько обветшало, что с потолка обвалилась штукатурка, повредившая экспонировавшиеся документы. На ремонт было выделено 46 млн рублей. Была отремонтирована кровля, укреплены перекрытия и фундамент, стенам здания вернули первоначальные цвета. Работы велись в соответствии с чертежами Барановского.